# Cladochaeta minuta
Cladochaeta minuta är en tvåvingeart som först beskrevs av Oswald Duda 1925.  Cladochaeta minuta ingår i släktet Cladochaeta och familjen daggflugor.
Artens utbredningsområde är Costa Rica. Inga underarter finns listade i Catalogue of Life.